# Kereki
Kereki ist eine ungarische Gemeinde im Kreis Siófok im Komitat Somogy in Südtransdanubien und hat 535 Einwohner (Stand 2015) auf einer Fläche von 14,43 km². Zur Gemeinde gehört der Ortsteil Amáliapuszta.

## Geografische Lage
Kereki liegt etwa 7 Kilometer südlich des Balaton, 50 Kilometer nordöstlich des Komitatssitzes Kaposvár, 16,5 Kilometer südwestlich der Kreisstadt Siófok an dem Fluss Kőröshegyi-séd. Nachbargemeinden sind Kőröshegy, Balatonendréd, Bálványos, Pusztaszemes, Kötcse und Szólád.

## Wappen
Das Wappen besteht aus einem dreieckigen Schild, welches in zwei Felder unterteilt ist. Im oberen blauen Feld ist eine weiße (silberne) Burgmauer, mit offenem Tor und drei Türmen mit roten Dächern dargestellt. Im unteren roten Feld steht ein weißes (silbernes) Pferd auf einem grünen Fisch. Der Schild wird dabei von zwei grünen gekreuzten  Eichenzweigen und goldenen Eicheln eingerahmt.
Der obere Teil des Wappens stellt die erste weiße mittelalterliche Burg von Kereki in einem blauen Feld dar. Das zweite Bild, welches sich in einem roten Feld befindet, ist das Symbol eines Schimmels, der darauf hinweist, dass durch Adlige eine Lipizzaner-Zucht im Dorf gegründet wurde. Der Eichenkranz rund um den Schild soll die Wälder und die Natur des Dorfes darstellen.

## Geschichte
Die erste schriftliche Erwähnung erfolgte 1193, durch  Béla III. in seinem Spendenbrief an die Ritter von Székesfehérvár. 1229 wurde es in den Nachlässen des Adligen aus Székesfehérvár gelistet. Zwischen 1332 und 1337 wurde es in verschiedenen päpstlichen Schriften erwähnt, denn zu dieser Zeit befand sich in Kereki ein Priesterkollegium. Die Ruine der alten Kirche wurde nach 1878 abgetragen. Als die Grundsteine geborgen wurden, wurden dort menschliche Knochen und ein doppeltes Kupferkreuz gefunden.
Zum Ende des 16. Jahrhunderts wurde es als Eigentum der Abtei Tihany gelistet. Anfang des 17. Jahrhunderts wurde das Dorf durch die Türken fast vollständig zerstört und 1665 als sogenannte Wildnis an die Stadt Siofok verkauft. Zwischen 1695 und 1849 wechselten die Besitzer, bis es von Satzger Christian Satzger gekauft wurde. Bis Beginn des 20. Jahrhunderts bestand das Dorf überwiegend aus einem größeren Anwesen. Um etwa 1910 begann sich der Ort wieder zu einem Dorf zu entwickeln.
Im Jahr 1913 gab es in der damaligen Kleingemeinde 76 Häuser und 478 Einwohner auf einer Fläche von 2511 Katastraljochen. Sie gehörte zu dieser Zeit zum Bezirk Tab im Komitat Somogy.

## Gemeindepartnerschaft
- Cherechiu, Rumänien

## Sehenswürdigkeiten
- Burgruine Fejérkő aus dem 13. Jahrhundert auf einer Höhe von 282 m, südwestlich des Ortes gelegen
- Römisch-katholische Kirche Szent Anna, errichtet um 1830
- Glockenturm der reformierten Kirche aus dem 18. Jahrhundert
- Horthy-Denkmal
- István-Pászty-Denkmal, als Erinnerung an einen Luftkampf von 28 Me-109G der Ungarischen Luftstreitkräfte gegen ein amerikanisches Bombergeschwader mit Geleitschutz, bei welchem einige ungarische Flieger über dem Ort abgeschossen wurden
- Stausee

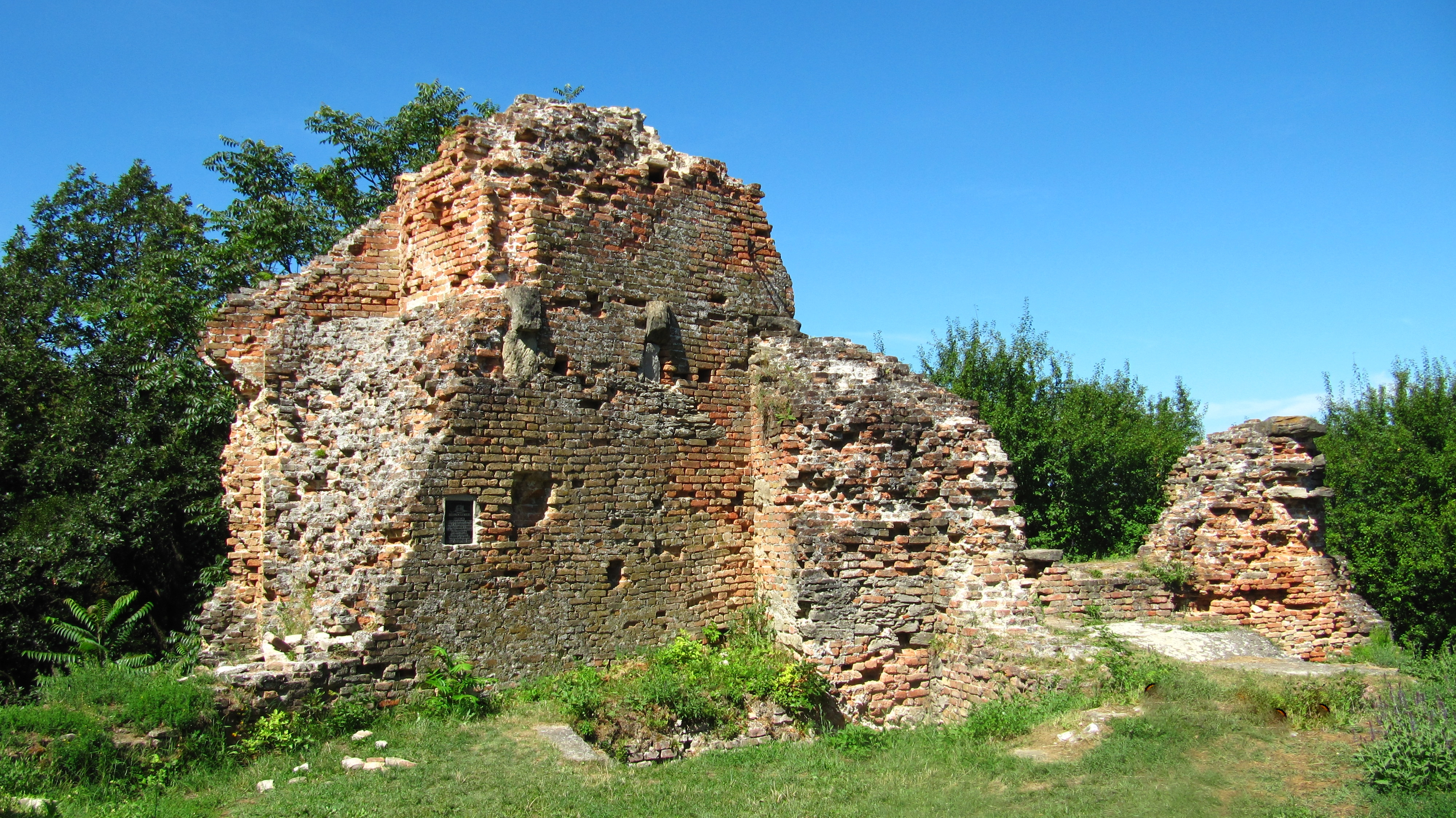
Burgruine Fejérkő
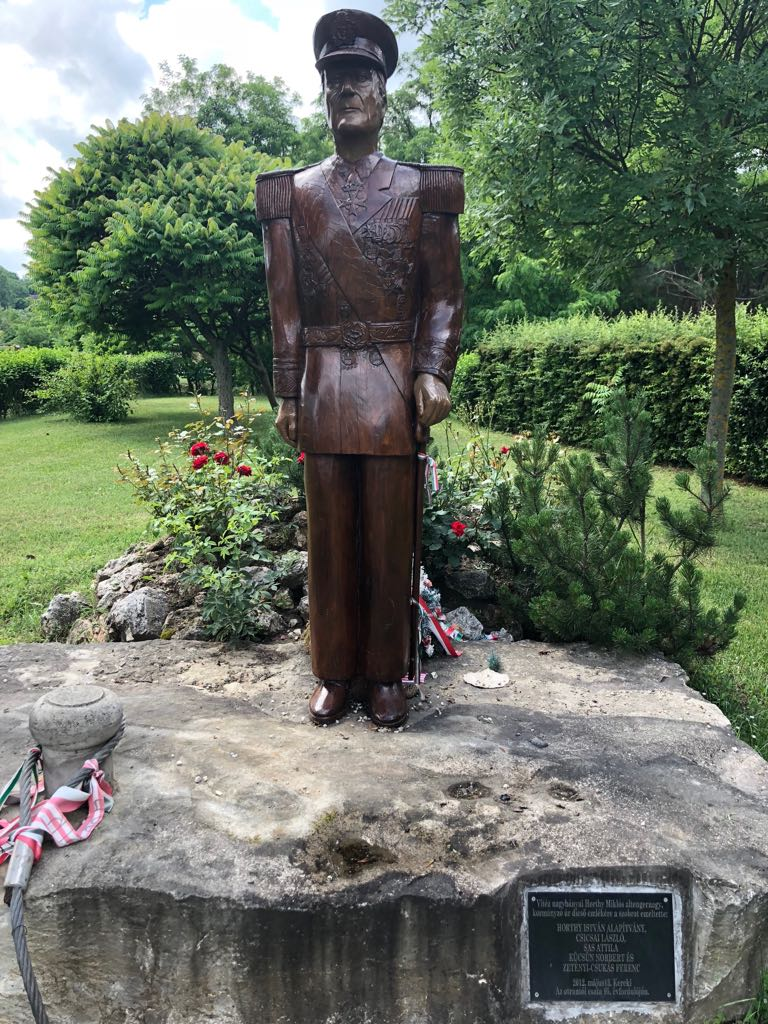
Horthy-Denkmal
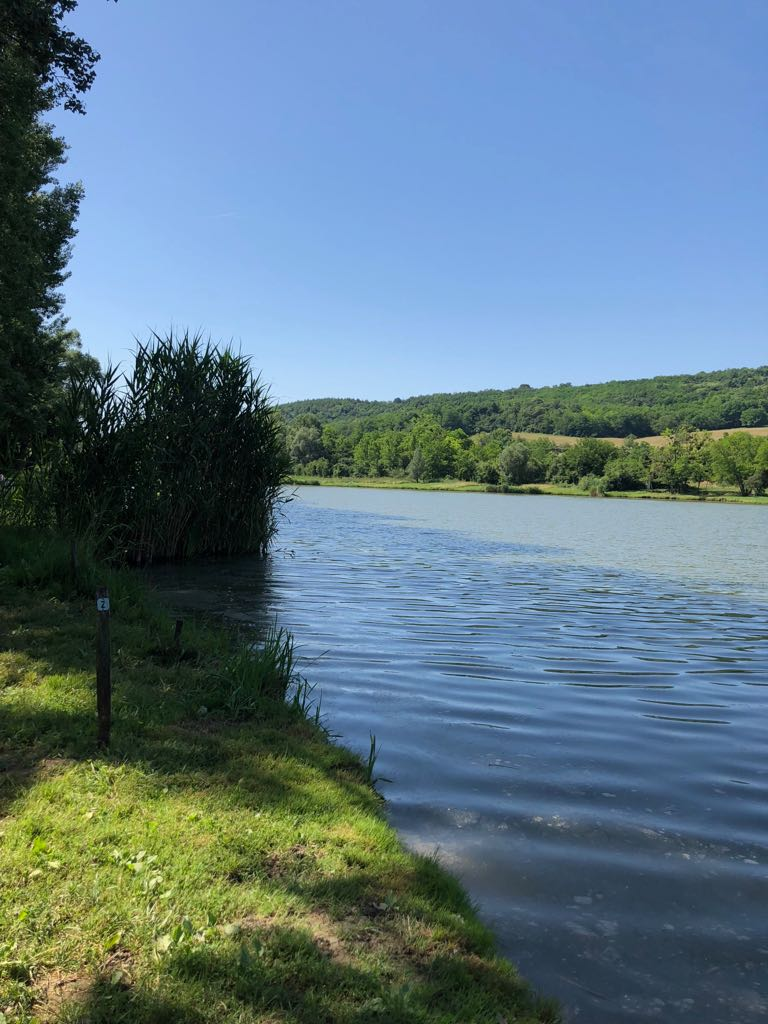
Stausee
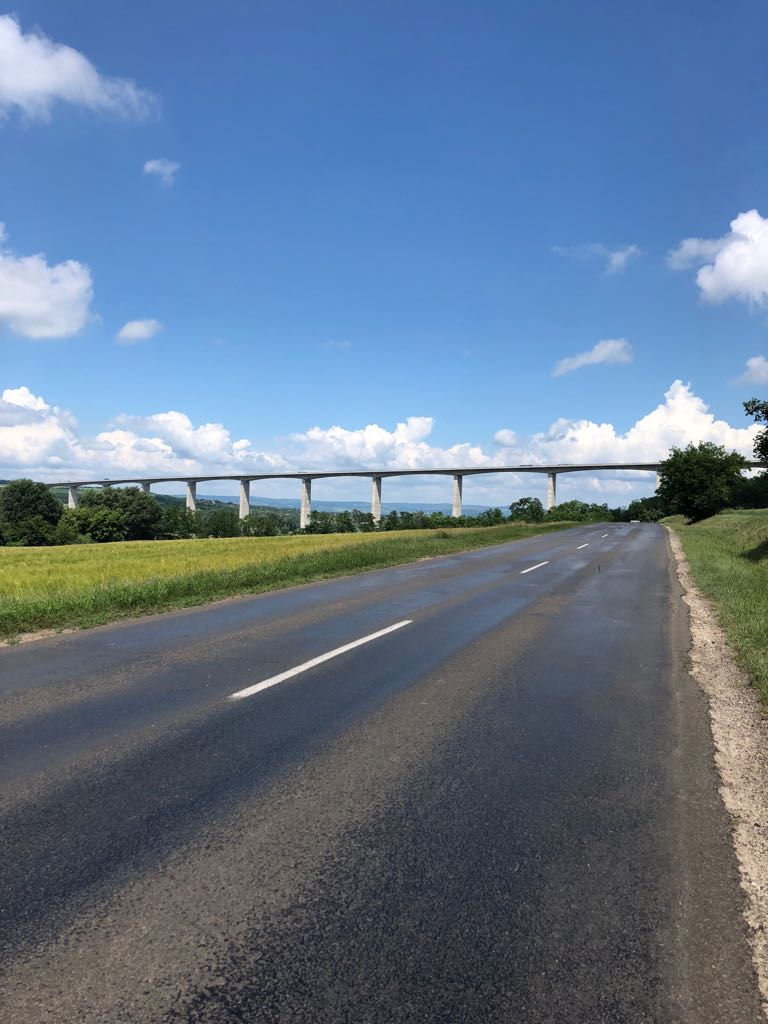
Kőröshegyi-Talbrücke von Kereki aus gesehen

## Verkehr
Durch Kereki verläuft die Landstraße Nr. 6505. Seitdem 2007 die nahegelegene Kőröshegyi-Talbrücke freigegeben wurde, ist der Ort auch über die Autobahn M7 erreichbar.  Es bestehen Busverbindungen über Balatonföldvár nach Siófok sowie über Igal und Magyaratád nach Kaposvár. Der nächstgelegene Bahnhof befindet sich sieben Kilometer nördlich in Balatonföldvár.